# Hillsboro (Oregon)
Hillsboro – miasto w Stanach Zjednoczonych, w stanie Oregon, ośrodek administracyjny hrabstwa Washington, położone na zachodnim skraju obszaru metropolitalnego Portland, na północnym brzegu rzeki Tualatin. W 2021 roku zamieszkane było przez 106 633 osób.
Zasiedlone w 1841 roku, formalnie założone zostało w 1876 roku. Rozwinęło się jako ośrodek handlu i przetwórstwa rolno-spożywczego. Współcześnie jest znaczącym ośrodkiem przemysłu elektronicznego, informatycznego i maszynowego, a także skupiskiem przedsiębiorstw branży medycznej i biotechnologicznej. Mieści się tu jeden z głównych zakładów produkcyjnych i badawczo-rozwojowych przedsiębiorstwa Intel, które jest największym pracodawcą w sektorze prywatnym na terenie miasta (w 2021 roku – 21 394 pracowników).